# Horní Kraňsko

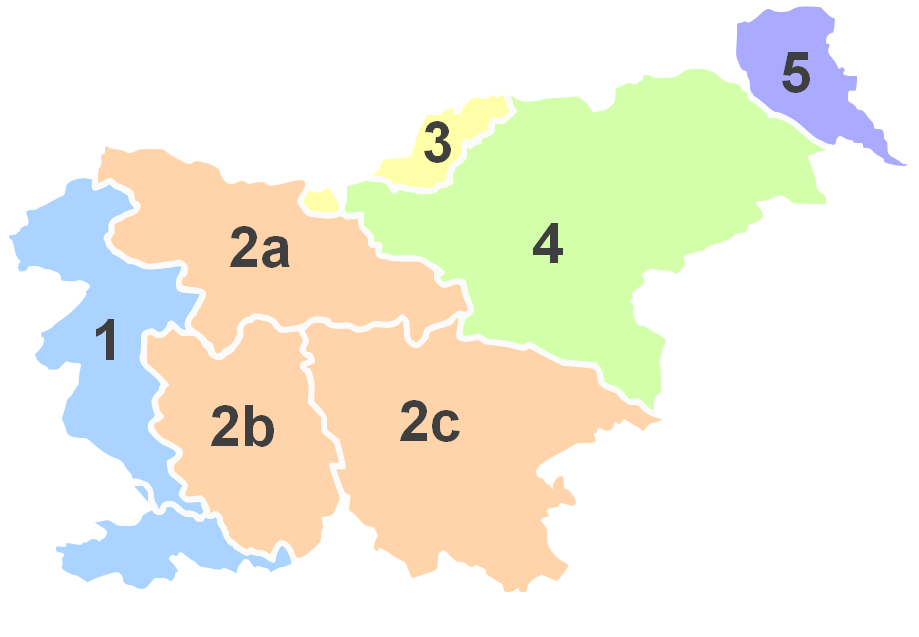
1 Přímoří; Kraňsko: 2a Horní, 2b Vnitřní, 2c Dolní; 3 Korutany; 4 Štýrsko; 5 Zámuří

Horní Kraňsko (slovinsky: Gorenjska, italsky: Alta Carniola, německy: Oberkrain) je tradiční slovinský region, severní hornatá část většího regionu Kraňsko. Centrem regionu je Kranj, dalšími městskými centry jsou Jesenice, Tržič, Škofja Loka, Kamnik a Domžale. Žije zde okolo 300 000 obyvatel, což je 14 % slovinské populace.

## Historické pozadí

Rakouská mapa z konce 18. století

Jeho počátky jako samostatné politické entity lze vysledovat až do 17. století, kdy bylo habsburské Kraňské vévodství rozděleno do tří správních obvodů. Toto rozdělení bylo důkladně popsáno učencem Janezem Vajkardem Valvasorem v jeho práci Sláva vévodství Kraňského z roku 1689. V němčině byly obvody známy jako Kreise (kresija ve staré slovinštině). Byly to: Horní Kraňsko s centrem v Lublani, zahrnující severní oblast vévodství; Dolní Kraňsko s centrem v Novem Meste, zahrnující východ a jihovýchod; a Vnitřní Kraňsko s centrem v Postojné, zahrnující západ a jihozápad vévodství.
Toto rozdělení vydrželo, v různých uspořádáních, až do 60. let 19. století, kdy byly staré správní obvody zakázány a Horní Kraňsko bylo rozděleno na menší regiony Kranj, Radovljica a Kamnik. Regionální identita však zůstala silná i poté. Po rozpadu Rakouska-Uherska po první světové válce bylo Kraňsko začleněno nejprve do Státu Slovinců, Chorvatů a Srbů a poté do Království Srbů, Chorvatů a Slovinců a přestalo existovat jako samostatná politická a geografická jednotka. Kraňská regionální identita se brzy vytratila, ale regionální identifikace s jejími podjednotkami (Horní, Dolní a v menší míře Vnitřní Kraňsko) zůstala silná.

## Geografické rozšíření

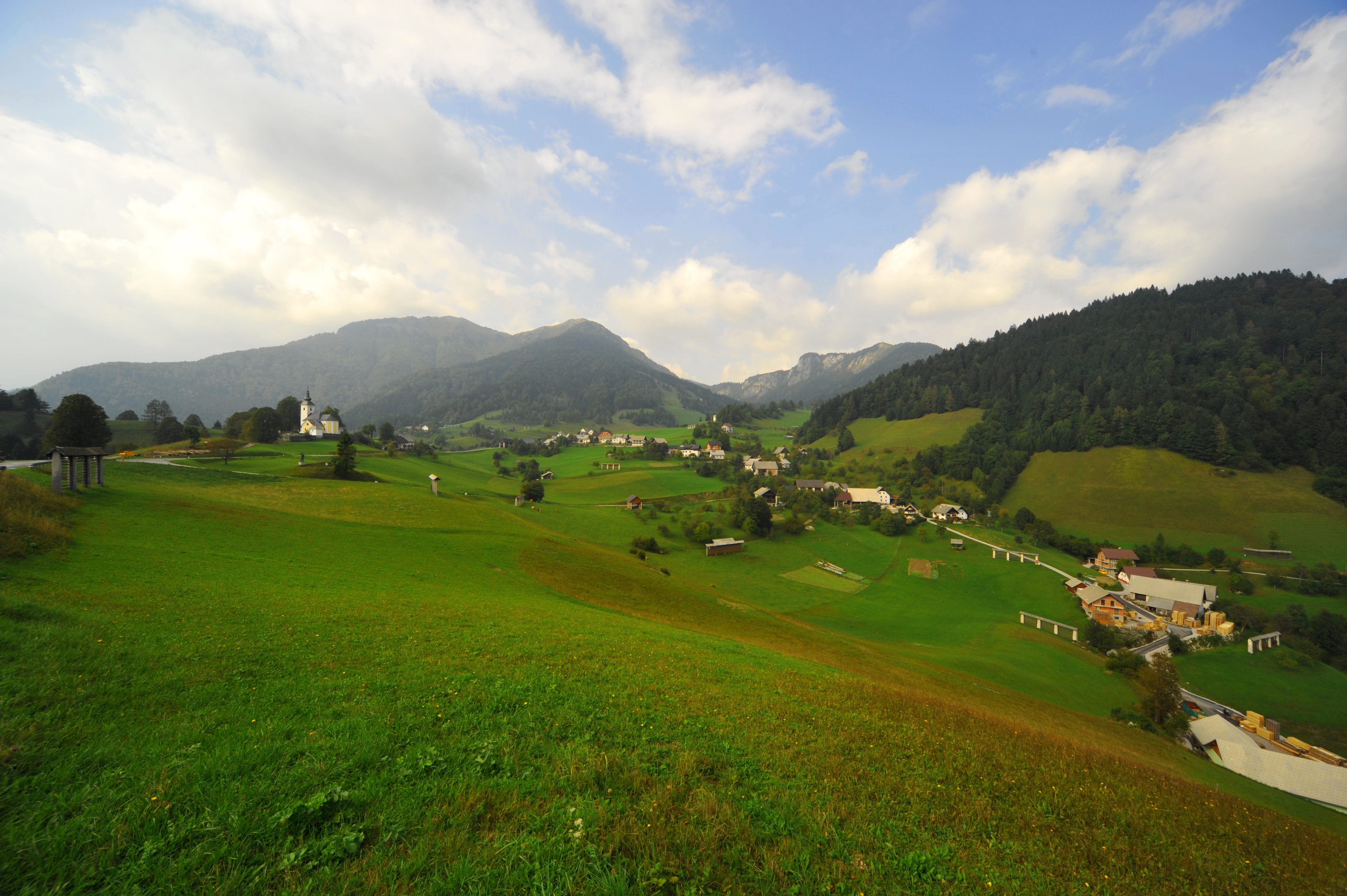
Horní Kraňsko poblíž Spodnja Sorica

Na severu Horní Kraňsko hraničí s rakouskou zemí Korutany, historickým regionem Dolní Štýrsko (Štajerska) na východě a Slovinským přímořím (Primorska) na západě. Atlas z roku 1809 značí hranici s Dolním Kraňskem na jihovýchodě, obecně po linii řek Sáva, Lublaňka, Iščica a Želimeljščica. Hranice s Vnitřním Kraňskem obecně sleduje jižní okraj Lublaňských bažin a poté zahýbá na sever (východně od Logu pri Brezovici a západně od Polhova Gradece) k řece Gradaščica a poté zatáčí na západ skrz hory Spodnja Idrija.
Krajina je charakterizovaná Jižními vápencovými Alpami, na severním okraji převážně Julskými Alpami a pohořím Karavanky.
Historicky byla Lublaň částí Horního Kraňska. V 19. století však začala být považována za samostatnou jednotku; již na konci 18. století existuje jen velmi málo odkazů na obyvatele Lublaně jako na „Hornokraňany“: všeobecně se považovalo za fakt, že hranice Horního Kraňska začíná severně od Lublaně. Od 19. století byla už za neoficiální hlavní město Horního Kraňska považována Kranj, ne Lublaň.
Moderní pojetí Horního Kraňska plně neodpovídá historickým hranicím. Například občina Jezersko bývala od 11. století součástí Korutanského vévodství. V roce 1918 byla obsazena slovinskými dobrovolníky a připojena k Jugoslávii Saintgermainskou smlouvou z roku 1919. Dnes je obecně považována za nedílnou součást Horního Kraňska, spíše než za slovinské Korutany (také proto, že její obyvatelé mluví hornokraňským dialektem). Hranice Horního Kraňska jsou jen nejasně podobné hranicím slovinského statistického regionu Horní Kraňsko.

## Kultura a tradice

### Jazyk
Tradičně většina lidí v Horním Kraňsku mluvila hornokraňským dialektem (gorenjsko narečje), který je jedním z geograficky nejrozsáhlejších a jazykově nejkompaktnějších slovinských dialektů. Pokrývá většinu provincie, kromě několika periferních oblastí na jihozápadě a severozápadě Horního Kraňska a je rozšířený také na severním předměstí Lublaně. Patří do hornokraňské dialektové skupiny, která zahrnuje také venkovské nářečí, kterým se mluví ve vesnicích Železniki, Selca, Dražgoše a Davča v hornatých oblastech Horního Kraňska.
Na začátku 18. století byl hornokraňský dialekt částečně začleněn do standardní slovinštiny, spolu s dolnokraňským dialektem a lublaňským dialektem.

### Folklór
V mnoha ohledech je folklór v Horním Kraňsku považován za prototyp slovinského národního folklóru.

## Galerie

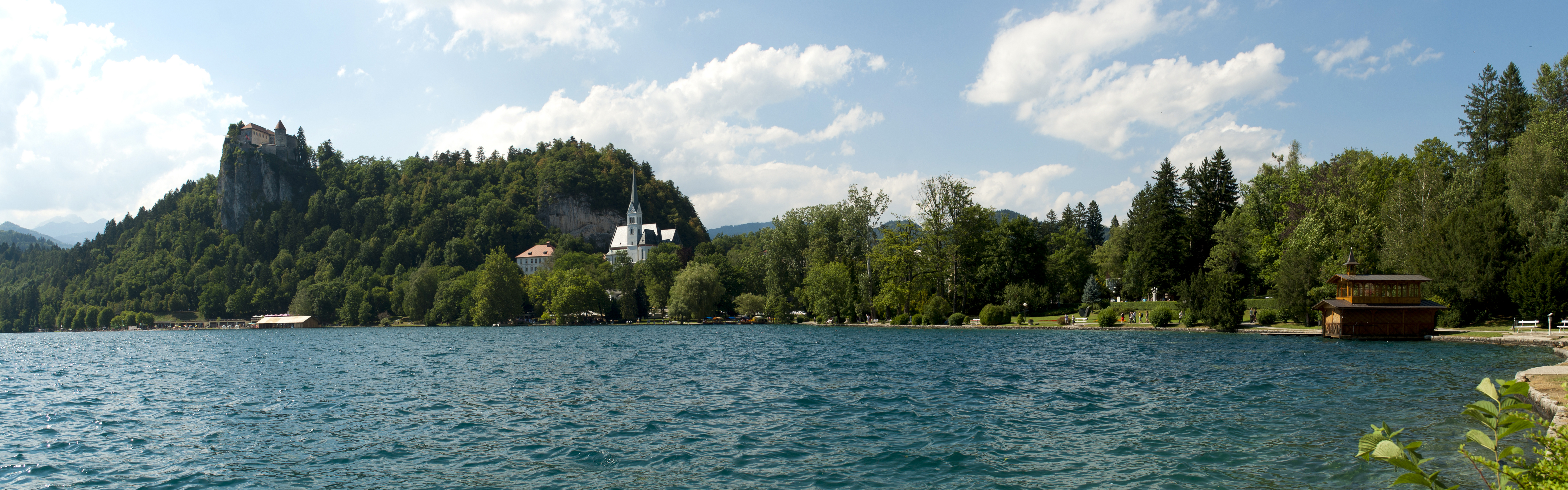
Panorama Bledského jezera
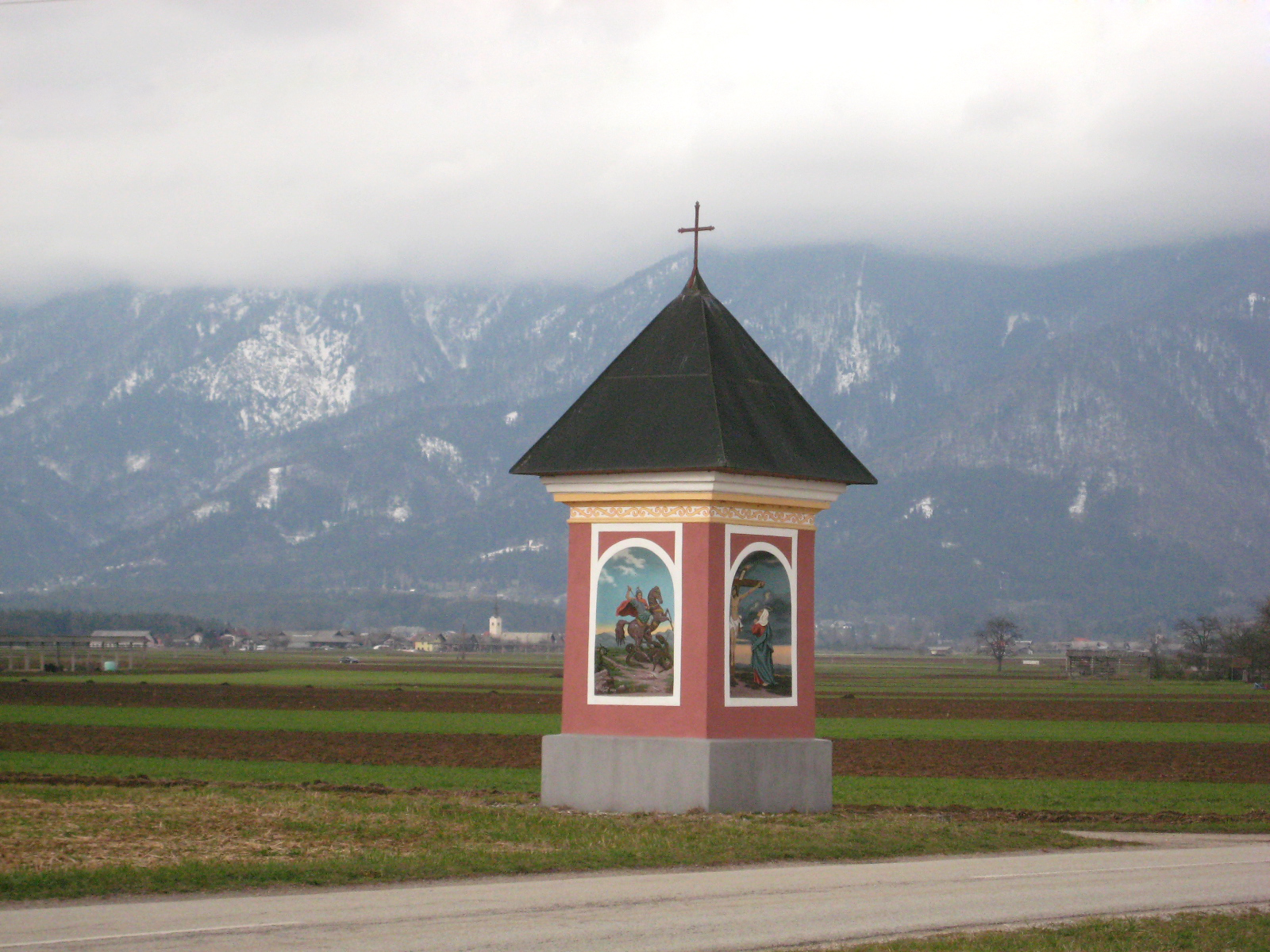
Typická venkovská svatyně
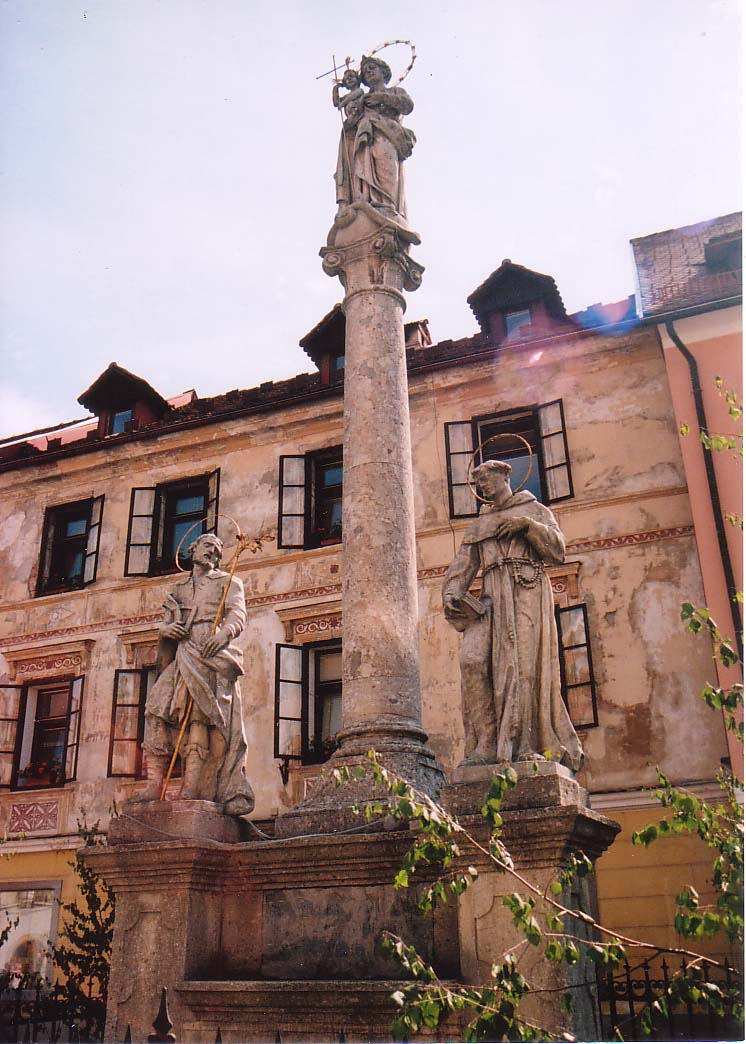
Sloup sv. Marie ve Škofja Loce
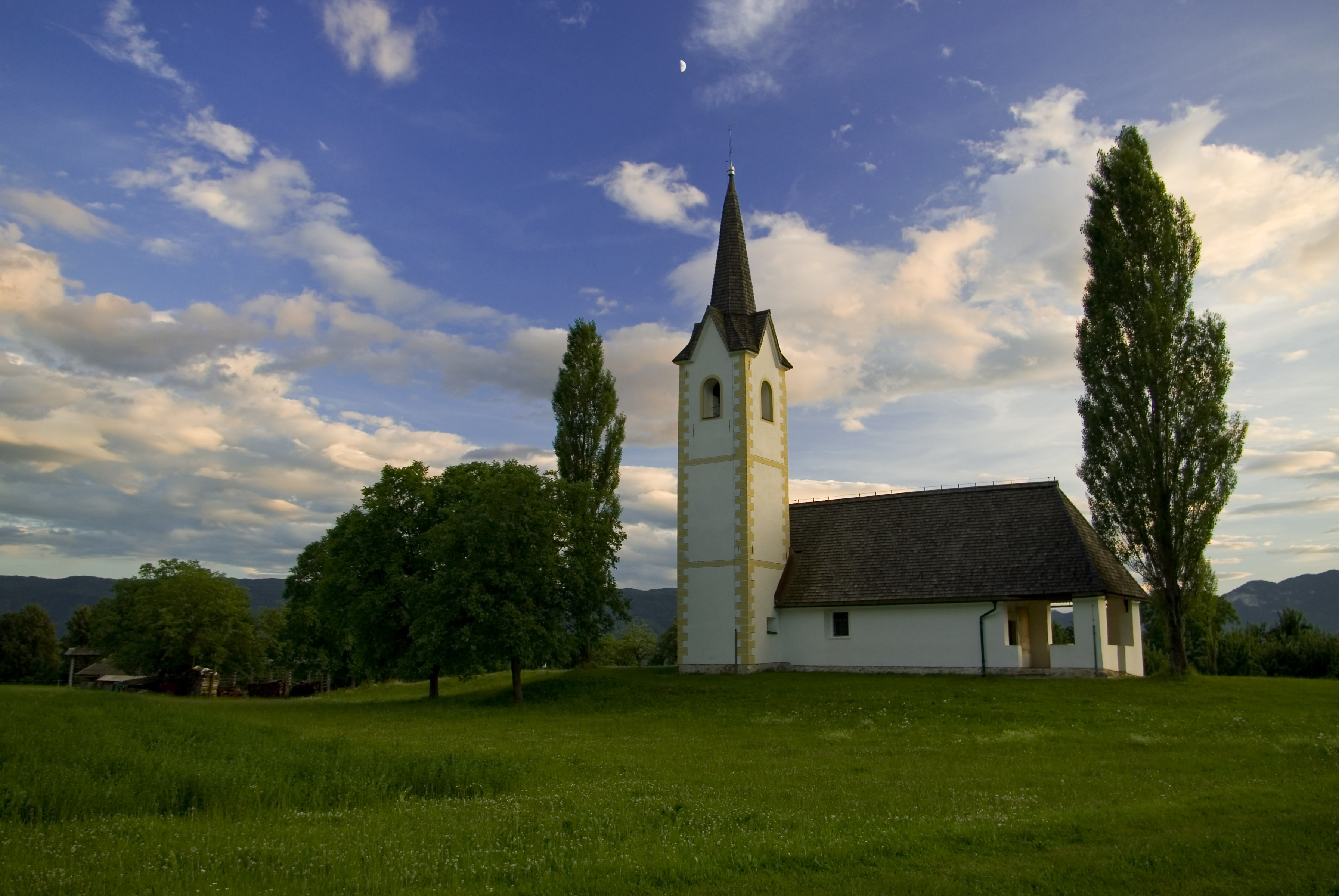
Farní kostel svatého Marka ve Vrbě
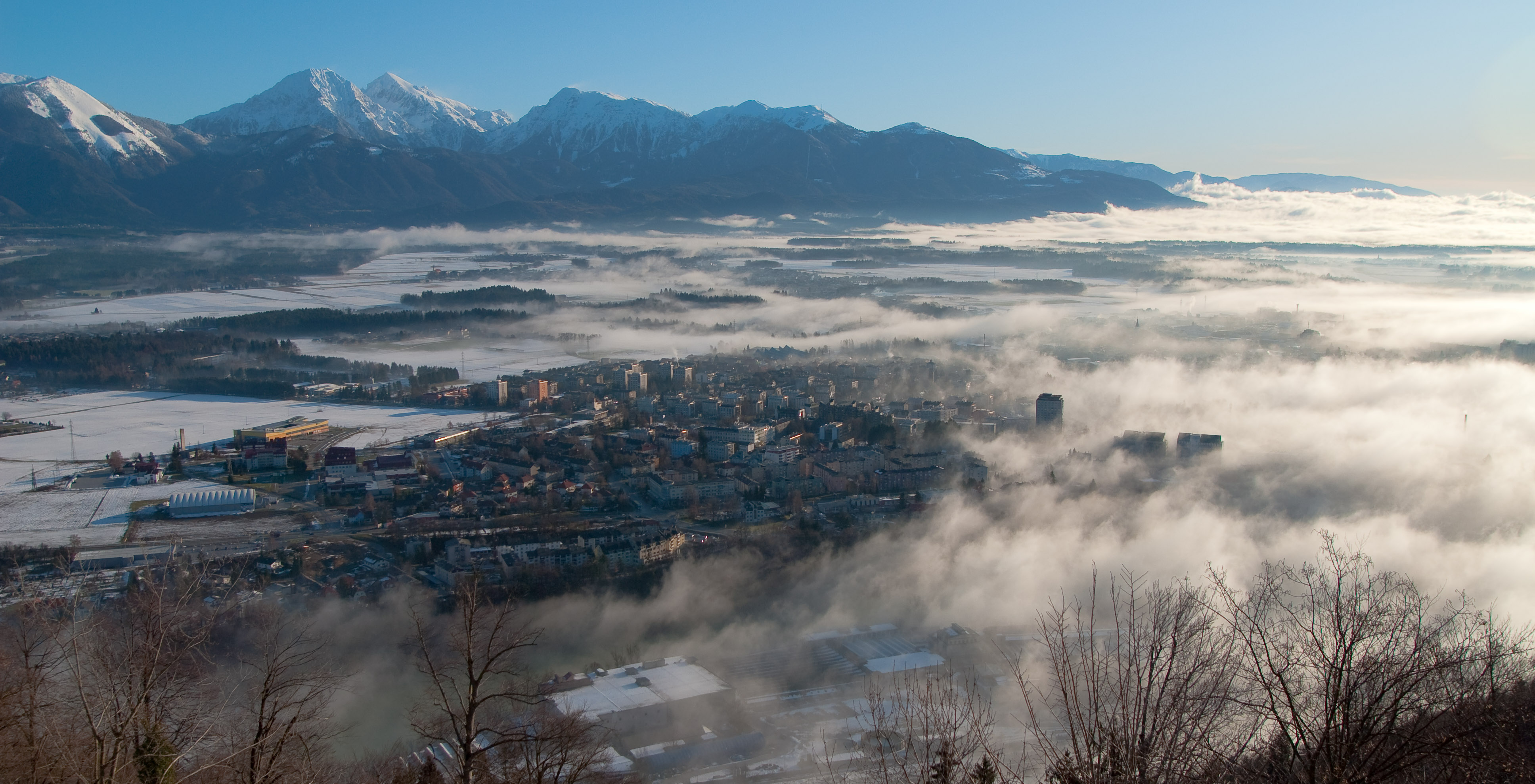
Pohled na Kranj
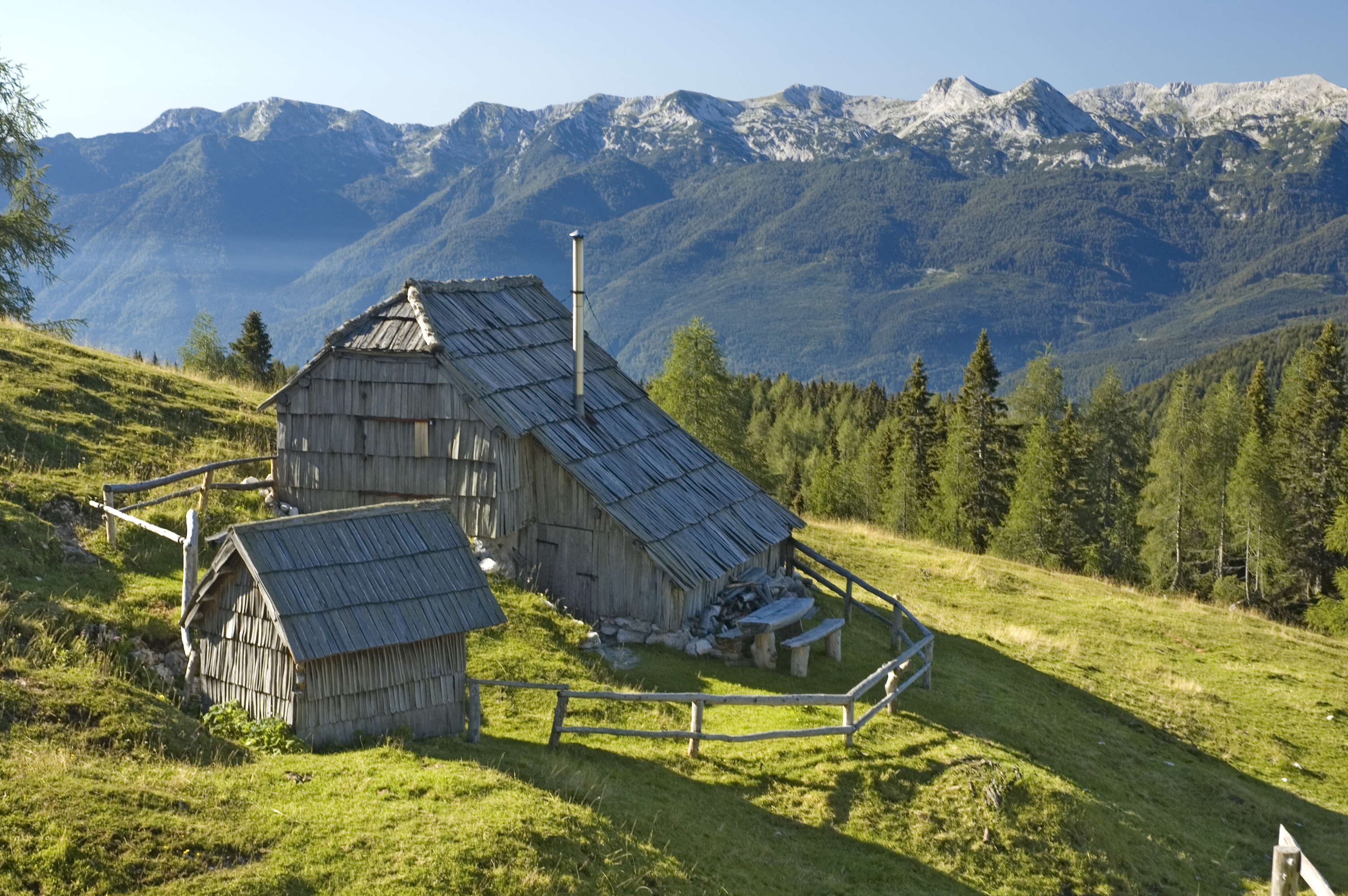
Julské Alpy
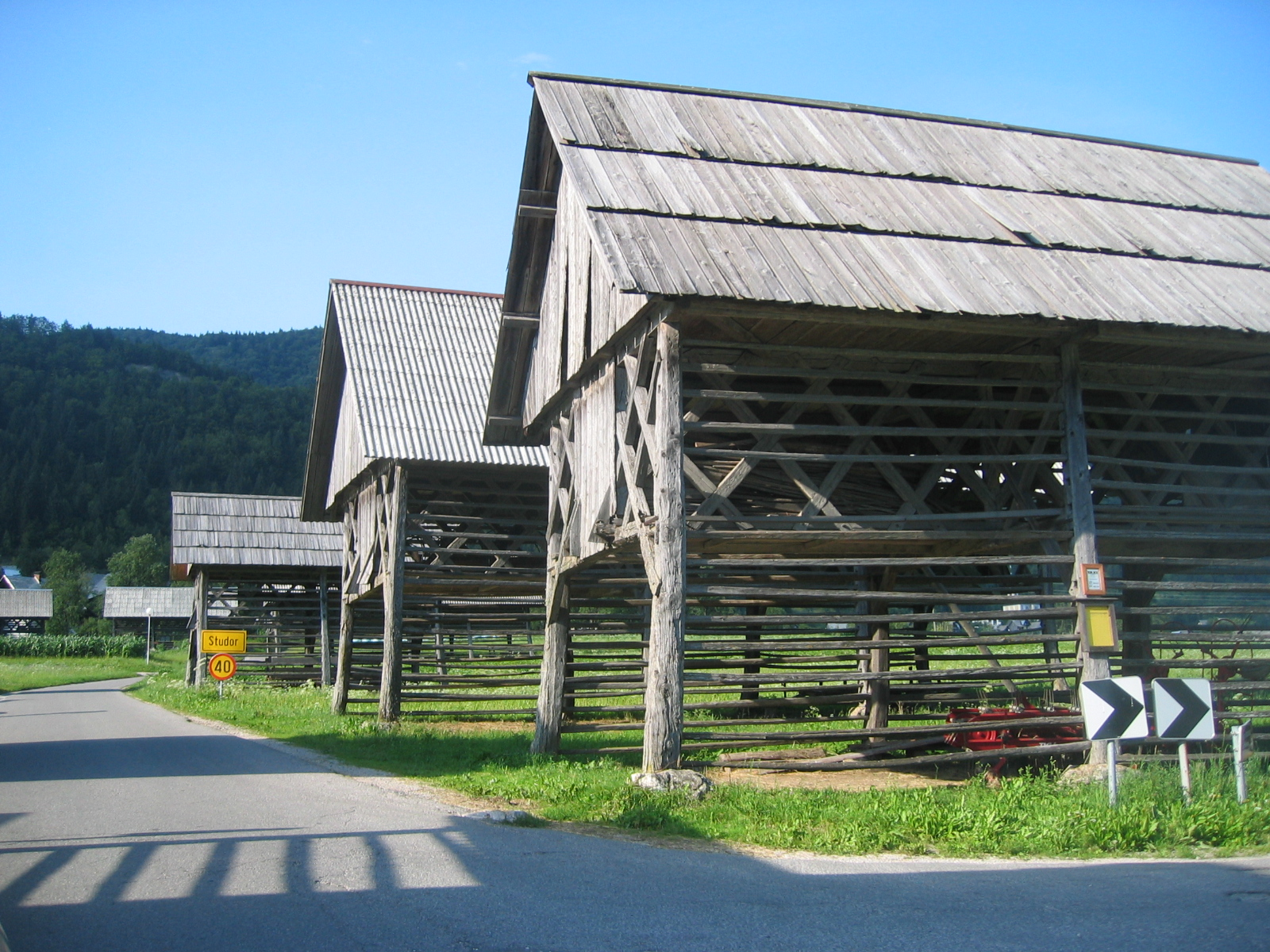
Seníky
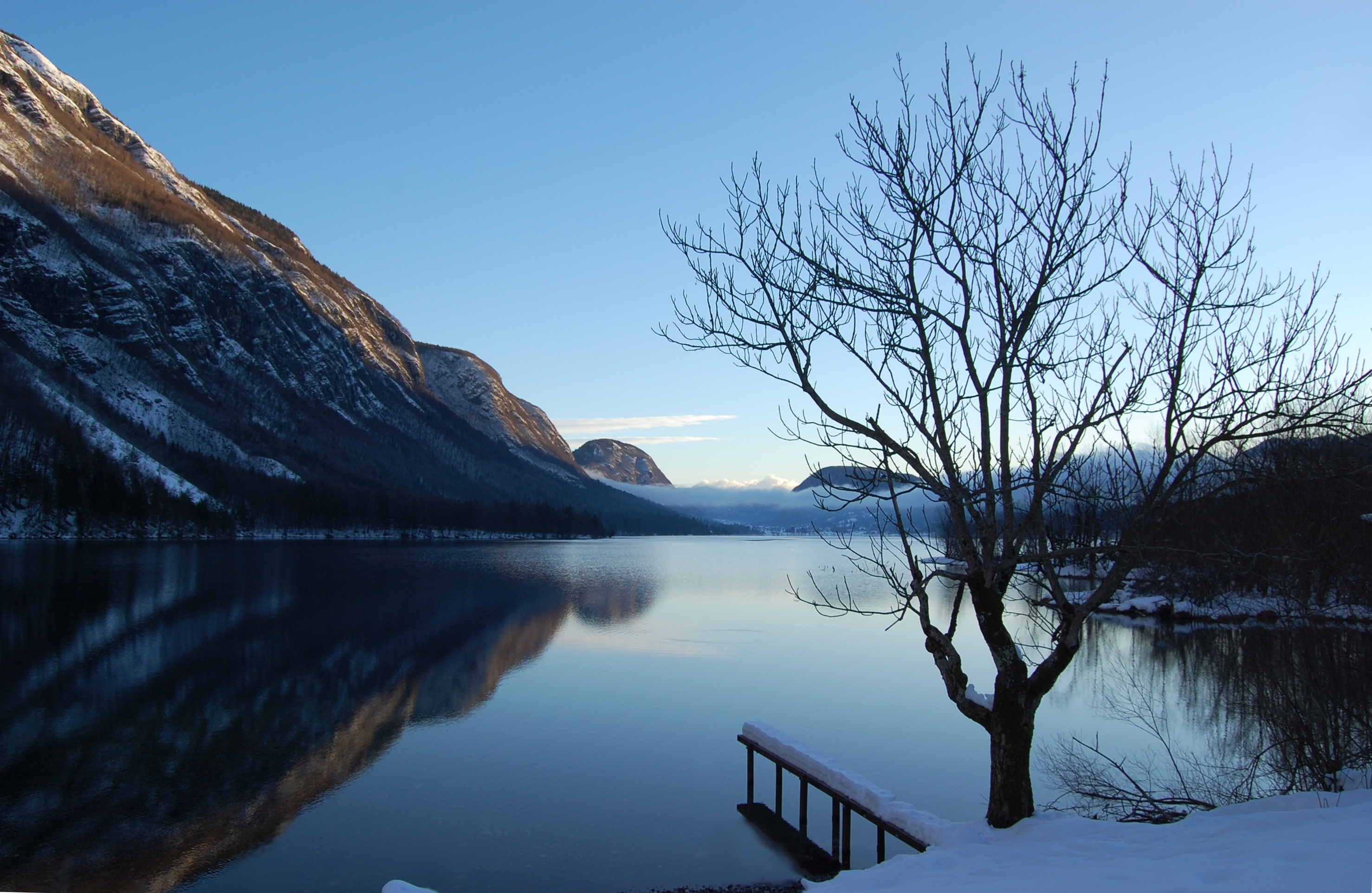
Bohinjské jezero
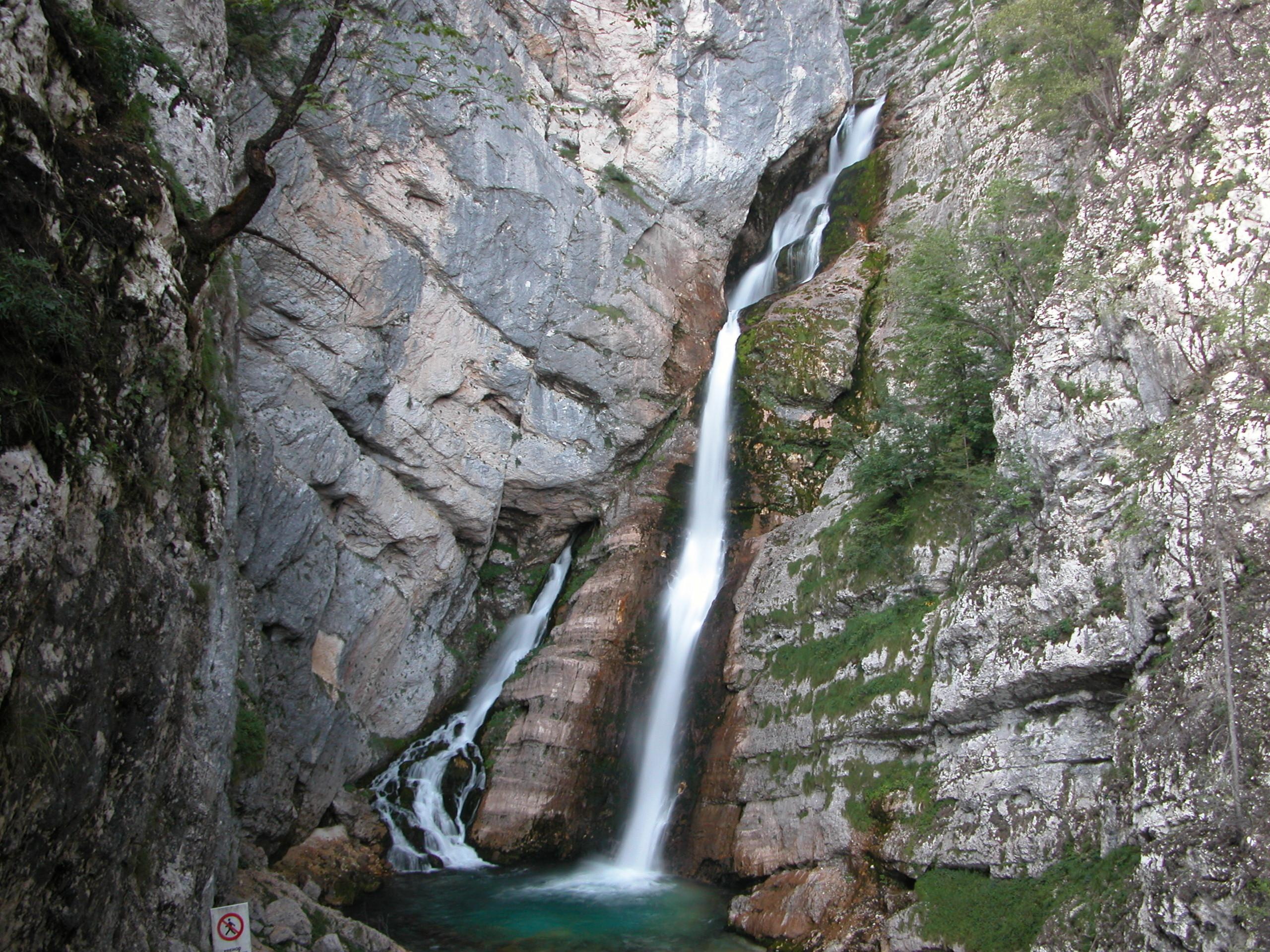
Vodopád Savica
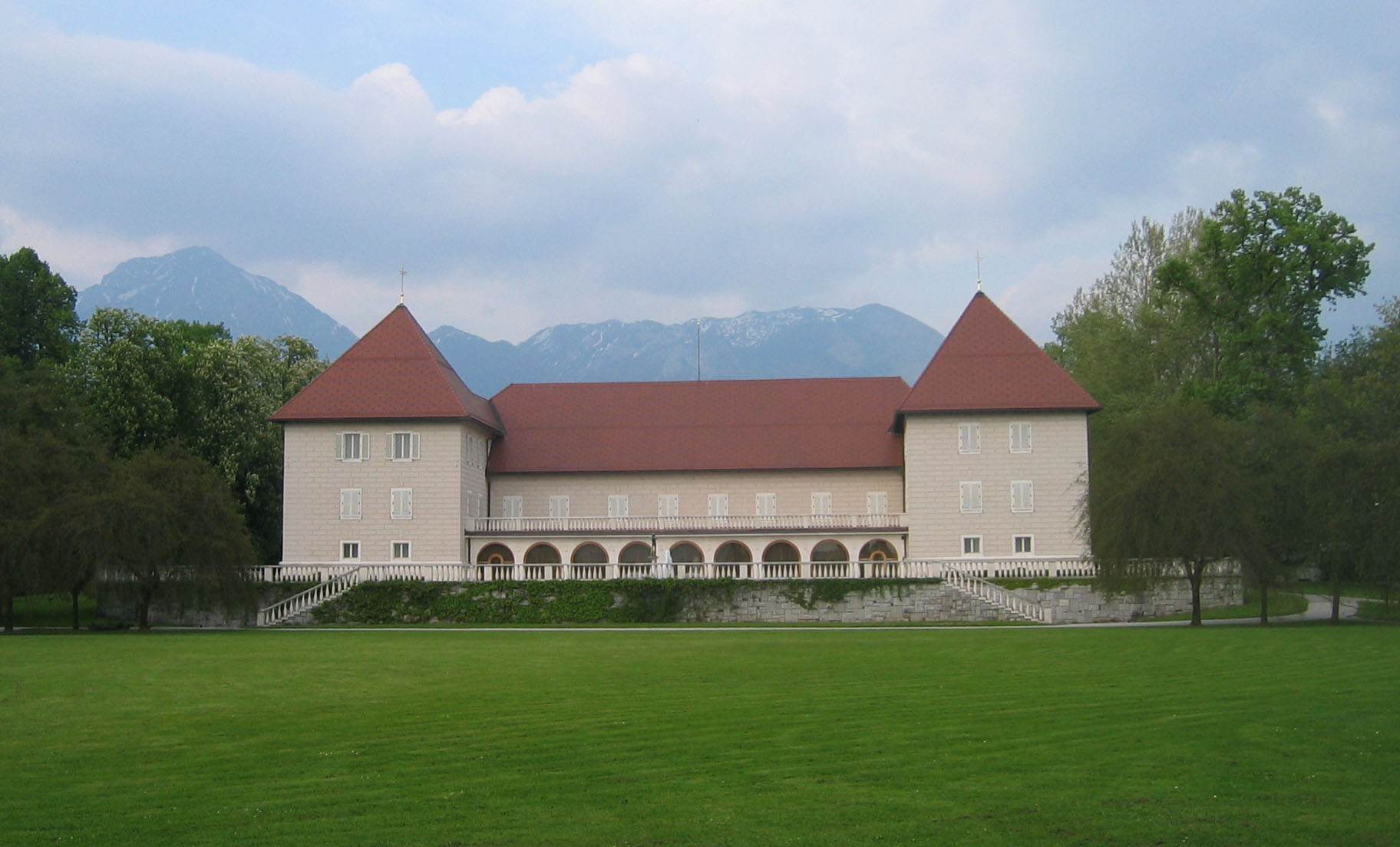
Hrad Brdo nedaleko Kranje